# Dominik Rudnicki
Dominik Rudnicki (ur. 28 lipca 1676 na Litwie, zm. 1 października 1739 w Warszawie) – polski poeta, jezuita.

## Życiorys
Uczył się w kolegiach jezuickich w Wilnie i Krożach. W Wilnie też ukończył studia. Był nauczycielem poetyki, prokuratorem prowincji i rektorem Łomży i Pułtusku, następnie zamieszkał w Warszawie. Był także kaznodzieją w Słucku i Warszawie.

## Twórczość
Pisał utwory religijne, często wzorował się na pieśniach ludowych, których był zbieraczem (jako pierwszy zapisał tekst pieśni Oj na hori ta j żenci żnut). Tworzył także panegiryki, utwory groteskowe, niewielkie komedie (intermedia) dla sceny jezuickiej. Pisał w języku polskim i po łacinie. Jest przedstawicielem poezji metafizycznej późnego baroku. Do jego utworów nawiązuje Józef Baka. Kilka jego rękopisów intermediów prozą przechowywano w zbiorach Biblioteki Narodowej, jednak część została zniszczona w czasie II wojny światowej.

### Ważniejsze dzieła
- Kazanie na wotywie sejmowej miane w dzień s. Hieronima, kościelnego doktora, roku 1720, Warszawa (brak roku wydania)
- Relacja o cudownym ukrzyżowanego Chrystusa obrazie w Warszawie w kościele jezuitów, Warszawa 1724, wyd. następne: Warszawa 1729
- Głos wolny w wiązanej mowie trojaką różnych kantów sonatą wdzięczny (wydano pośmiertnie przed 1741), wyd. następne: (Warszawa) 1741; Kalisz 1743; Poznań 1743; wiersz patriotyczny pt. Lament prowincji polskich nad umarłą matką ojczyzną Polską, wyd. 1741; także przedr. W. Włoch "Polska elegia patriotyczna w epoce rozbiorów", Kraków 1916, Prace Historyczno-Literackie nr 6, (według Estreichera wyd. 1 ukazało się prawdopodobnie pt. Orationes in laudem principum virorum iisdem publice resitatae, Warszawa 1723)
- Wiersze pt. Rozmyślania wielkopostne w Polszcze; Wesele ptasze; Krucy w Rzymie witali cesarza; Elegium Samogitiae; Trwoga w Koronie, wyd. A. Croisette van der Kop "Pokłosie z rękopisów petersburskich", „Pamiętnik Literacki", R. 12, 1913, (autorstwo ustalił A. Brückner)
- Intermedia (utwory sceniczne) pol.: Amici fures; Venatio mendacium; Somnolantia vigilantissima; Domini nasum rhinocerontis habent; Litterae illiteratur furem produnt; Accessus pt. Distributio synopsium. Intermedia pierwsze, drugie, piąte i szóste ogł. R. Pollak: Intermedia ludicra D. Rudnickiego, Pamiętniki Teatralne 1960, zeszyt 3/4 i nadb.; rękopis Cesarskiej Biblioteki Publicznej w Petersburgu, sygn. Pol. Q. XIV, 51, później Biblioteka Narodowa w Warszawie, zniszczony w 1944; kopia 4 intermediów w posiadaniu R. Pollaka; 2 wiersze wyd. w książce: K. Brodziński Pisma, t. 4, Poznań 1872, s. 248-249; rękopisy w Bibliotece Ossolińskich nr 289/II (kazanie z roku 1720), nr 705/I; w Bibliotece w Petersburgu, następnie: Biblioteka Narodowa, zniszczone w 1944

### Listy
- Do F. M. Ossolińskiego z lat 1723-1724, rękopis: Ossolineum nr 289/II
- Do F. M. Ossolińskiego z Pułtuska z roku 1730; rękopis: Ossolineum nr 702/I

### Przekład o autorstwie niepewnym
- J. Balde(inne języki) Sen żywota ludzkiego... rytmami polskimi wyrażony, Kraków – brak roku wydania, tytułowy tekst w jęz. łacińskim i polskim, (autorstwo przekł. wątpliwe; J. J. Załuski przypisuje go K. Drużbickiemu; przypisywano je również A. Kiersnickiemu i D. Rudnickiemu)